# Boril da Bulgária
Boril (em búlgaro:  Борил) foi o imperador da Bulgária entre 1207 e 1218. Ele era filho de uma irmã de nome desconhecido de seu predecessor, Joanitzes.

## Biografia
Não é claro se Boril teve algo a ver com o assassinato de Joanitzes perante as muralhas de Tessalônica em 1207, mas os herdeiros dele, seus sobrinhos João Asen II e Alexandre, fugiram do país quando Boril ascendeu ao trono - primeiro para o território dos cumanos e depois para a Galícia. Boril se casou com a viúva de Joanitzes, uma princesa cumana cujo nome não foi preservado. É possível que ela seja a "Ana" mencionada no sinódico da Igreja Búlgara.
As tentativas de Boril de continuar a política externa de Joanitzes fracassaram. Desde o princípio, seu reinado foi combatido pela sua família. Seu irmão, Estrácio, ajudado pelo grão-príncipe sérvio Estêvão II Nemânica, tomou a fortaleza de Prosek e a partir dali lançou diversos ataques à região da Macedônia. O primo de Boril, o aristocrata Aleixo Eslavo, se declarou independente e estabeleceu-se na região de Pirin, tendo a cidade de Melnik como capital. Para piorar a situação, o imperador latino Henrique de Flandres derrotou Boril em 1208 na Batalha de Filipópolis, recuperando-se da derrota anterior em Beroia. Depois disso, o norte da Trácia e as fortalezas no Ródope caíram. Se por consequência de um conflito militar ou como resultado de negociações pacíficas, Estrácio recebeu em 1209 o título cortesão de sebastocrator (um antes do título de déspota) e se tornou um aliado de Boril até sua morte em 1214. Enquanto isso, Boril teve que enfrentar uma revolta de quatro nobres cumanos em Vidin em 1211 (ou 1213 de acordo com algumas fontes). Boril não conseguiu resolver a situação sozinho e não havia sinal de que receberia ajuda dos sérvios, dos latinos ou dos seus boiardos, divididos entre várias facções. A única saída era chamar os húngaros. Assim, um exército liderado pelo conde Joaquim de Sibiu esmagou os rebeldes e tomou Vidin. Em troca, Boril teve que ceder a região à volta de Belgrado ap Reino da Hungria.

Bulgária sob Boril (1207-1218)

Em 1211, Boril convocou um sínodo em sua capital, Tarnovo, que comemorou o sínodo realizado em 1111 pelo imperador bizantino Aleixo I Comneno e que condenou os bogomilos. Por volta da mesma época, Bóris arranjou o casamento de sua enteada (a filha de Joanitzes) Maria (o nome é duvidoso) com Henrique de Flandres e despachou-a para Constantinopla com diversos presentes. Logo depois, é possível que Boril tenha se casado com a filha de André II da Hungria, mas há poucas evidências em favor desta teoria. Outro casamento teria ainda sido planejado entre uma filha de Boril e o filho de André II, o futuro rei Béla IV da Hungria em 1214, mas ele jamais se realizou.
A aliança com o Império Latino, o Reino da Hungria e o Despotado de Epiro arrastou Boril para uma guerra contra o Grão-principado da Sérvia, na qual Boril teve pouco sucesso, especialmente depois do assassinato de seu irmão Estrácio em 1215. Com a morte de Henrique no ano seguinte e a partida de André II para a Quinta Cruzada, Boril ficou essencialmente sem aliados de relevância. Em 1217 ou 1218, João Asen II, primo de Boril e filho de João Asen I, retornou do exílio e derrotou Boril, que se refugiou em Tarnovo. Depois de um cerco que pode ter durado sete meses (ao invés dos "sete anos" das fontes bizantinas), Boril fugiu e a capital se rendeu a João Asen. Boril foi capturado, cegado e trancafiado num mosteiro.

## Família
De seu primeiro (?) casamento com a viúva cumana de Joanitzes, Ana, Boril teve uma filha de nome desconhecido que foi prometida em casamento ao futuro Béla IV da Hungria. É possível que ele tenha se casado uma segunda (?) vez com uma filha de nome desconhecido de André II da Hungria.